# جيلسكويل

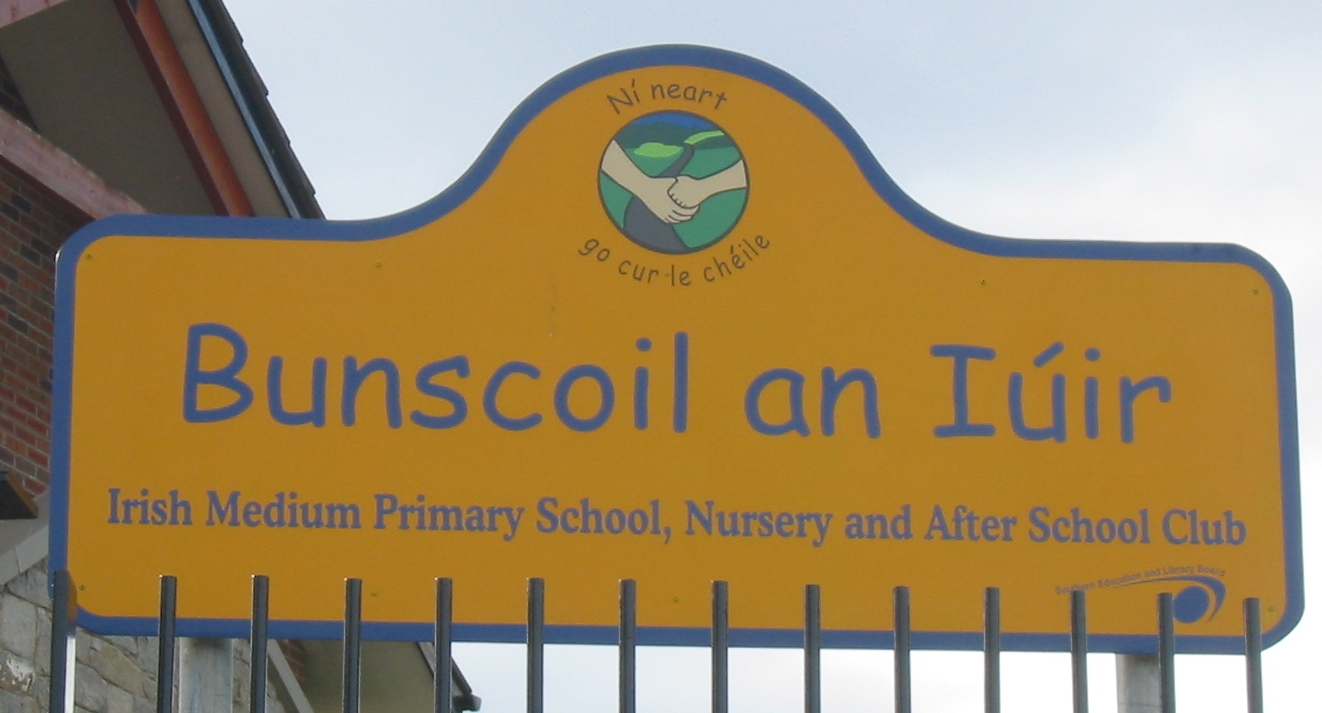
معلمة للجيلسويل في نيوري ، أيرلندا الشمالية

جيلسكويل (بالإيطالية: Gaelscoil)‏ (صيغة الجمع: Gaelscoileanna ) هي مؤسسة تعليمية أيرلندية، تقابل المدارس الابتدائية والمتوسطة، حيث تتم الدروس حصريًا باللغة الإيرلندية . يشير المصطلح بشكل خاص إلى المدارس التي تقع خارج مناطق غالبية اللغة الأيرلندية ( Gaeltacht ). أكثر من 50000 طالب يدرسون في مدارس جيلسكويل في أراضي جزيرة أيرلندا، ويتلقى 13000 طالب آخر التعليم من المستوى الأول والثاني باللغة الأيرلندية داخل مدارس جيلسكويل. تتم ترقية مدارس جيلسكويل الموجودة داخل المناطق المتحدثة باللغة الأيرلندي ويمثلها Gaeloideachas ومجلس التعليم اللغوي والتعليم الغالي (An Chomhairle um Oideachas Gaeltachta & Gaelscolaíochta).
يتم تعلم اللغة الأيرلندية في منطقة جيلسكويل من خلال طريقة الانغماس اللغوي، وبالتالي معالجة المنهج الدراسي بأكمله من خلال الاستخدام الحصري للإيرلندية. وقد أدى هذا النهج الذي يختلف اختلافًا جذريًا عن النهج الذي تبنته مدارس الدولة الأخرى إلى أن يكون للطلبة الجامعيين طلاب يتمتعون بمهارات لغوية في المتوسط أعلى من نظرائهم في المدارس حيث يتم التدريس باللغة الإنجليزية. في الواقع، في المدارس الحكومية بجمهورية أيرلندا ، على الرغم من أن تدريس اللغة الأيرلندية إلزامي في المرحلة الابتدائية والثانوية من الدراسات، فإن الطلاب ذوي المهارات اللغوية الفعالة في اللغة الأيرلندية قليلون نسبياً. من أجل سد هذا التناقض، ضمنت الحكومة الأيرلندية تنفيذ الإصلاحات في المناهج المدرسية الوطنية.

## السياق العام
يرجع نجاح مدارس جيلسكويل على الأراضي الأيرلندية بشكل أساسي إلى الدعم القوي من مجتمع المتحدثين باللغة الغيلية وإلى وجود هيكل إداري فعال يسمح بتطويرها. يتم تمييز جيلسكويل في الواقع ليس من خلال التعبير عن سياسة الدولة المفروضة من أعلاه، ولكن عن حركة المجتمع ولدت من تلقاء أنفسهم. شهد نظام جيلسكويل زيادة كبيرة على مدى العقود القليلة الماضية، على الرغم من وجود مخاوف اليوم من أن القواعد التي تحد من إنشاء مدارس جيلسكويل جديدة تعوق نمو التعليم الأيرلندي في تلك المناطق. البلد الذي يوجد فيه تعارض بين أنظمة التعليم.
في عام 1972 كانت هناك 11 مدرسة ابتدائية و 5 مدارس ثانوية جيلسكويل على أراضي جمهورية أيرلندا بأكملها. في شهر سبتمبر من عام 2018، نما هذا العدد (في جميع أنحاء جزيرة أيرلندا خارج مناطق المتحدثة بالإيرانية) ليصل إلى 180 من طلاب المدارس الابتدائية، وحضرها حوالي 40,000 طالب، و 48 من طلاب المدارس الثانوية، حضروا بدلاً من ذلك حوالي 11000 الطلاب. من بينها، توجد 35 مدرسة ابتدائية، ومدرستان بعد المرحلة الابتدائية و 4 وحدات لما بعد المرحلة الابتدائية في إقليم أيرلندا الشمالية . بالإضافة إلى ذلك، هناك حوالي 4000 طفل يذهبون إلى مؤسسات ما قبل المدرسة في الأيرلندية المعروفة باسم نايون داخل وخارج المناطق المتحدثة باللغة الإيرانية (Gaeltahct).
يوجد حاليًا جيلسكويل واحد على الأقل في كل مقاطعة في أيرلندا. والمقاطعات التي تضم أكبر عدد من سكان جيلسكويل هي مقاطعة دبلن التي تضم 40 مدرسة، ومقاطعة كورك مع 30 مقاطعة ومقاطعة أنتريم مع 13 مدرسة.

## إحصائيات
| مدارس المستوى الأول      | جمهورية ايرلندا | ايرلندا الشمالية |
| ------------------------ | --------------- | ---------------- |
| طلاب جيلسكويل            | 35850           | 5113             |
| مدارس جيلسكويل           | 143             | 35               |
| مجموع الطلاب             | 536747          | 168669           |
| مجموع المدارس            | 3137            | 827              |
| نسبة طلاب مدارس جيلسكويل | 6٪              | 2.1٪             |
| نسبة مدارس جيلسكويل      | 8.6٪            | 4.4٪             |

| مدارس المستوى الأول حسب المقاطعة | الطلاب | Gaelscoil |
| -------------------------------- | ------ | --------- |
| ينستر                            | 19331  | 71        |
| أولستر                           | 6801   | 45        |
| مونستر                           | 11,332 | 44        |
| كوناكت                           | 3509   | 18        |

## الروابط الخارجية
- Gaelscoil na mBeann ، Cill Chaoil
- (بالأيرلندية) قائمة Gaelscoileanna في أيرلندا (أيرلندا الشمالية وجمهورية أيرلندا)
- (بالأيرلندية) Gaelscoil na Camóige
- Gaelscoileanna
- [وصلة مكسورة]
- إحصائيات عن مدارس جيلتشت 2004
- دراسة جيلتشت الشاملة للغات 2007
- احصائيات Gaelscoil 2010-2011
- - تعداد جمهورية أيرلندا 2006 - متحدثون يوميًا خارج نظام التعليم